# Cerro Mururata
El Mururata es una montaña de Bolivia, ubicada en la Cordillera Central de la cordillera de los Andes. Administrativamente se encuentra en el municipio de Irupana de la provincia de Sud Yungas el departamento de La Paz. Tiene una altura de 5.869 m s. n. m. y está cubierto por nieves perpetuas.
El Mururata, visto desde su cara oeste, tiene una forma chata y alargada. Se encuentra junto al Illimani y cerca de la ciudad de La Paz, sede del gobierno boliviano, que se encuentra a 40 kilómetros de distancia.
La cara sur del Mururata es un verdadero reto para los montañistas, pues está conformado por una cortina de canaletas y columnas de hielo y roca que se esconden a la vista de los curiosos. Esta escasa visibilidad de la montaña origina una especie de desdén a sus posibilidades como objetivo final de una expedición.
El monte es el principal abastecedor de agua para los habitantes del municipio de Palca, tanto para el consumo como para el riego; sin embargo, desde 1975 a 2008, por el efecto de la lluvia, la temperatura, la radiación, la humedad y el impacto de fenómenos como El Niño, el Mururata ha perdido 22 por ciento de su superficie nevada y se estima que en 40 o 50 años su “sombrero blanco” podría desaparecer por efecto del cambio climático.